# Ferrari 488 GTB
Ferrari 488 GTB – supersamochód klasy średniej produkowany pod włoską marką Ferrari w latach 2015 – 2019.

## Historia i opis modelu

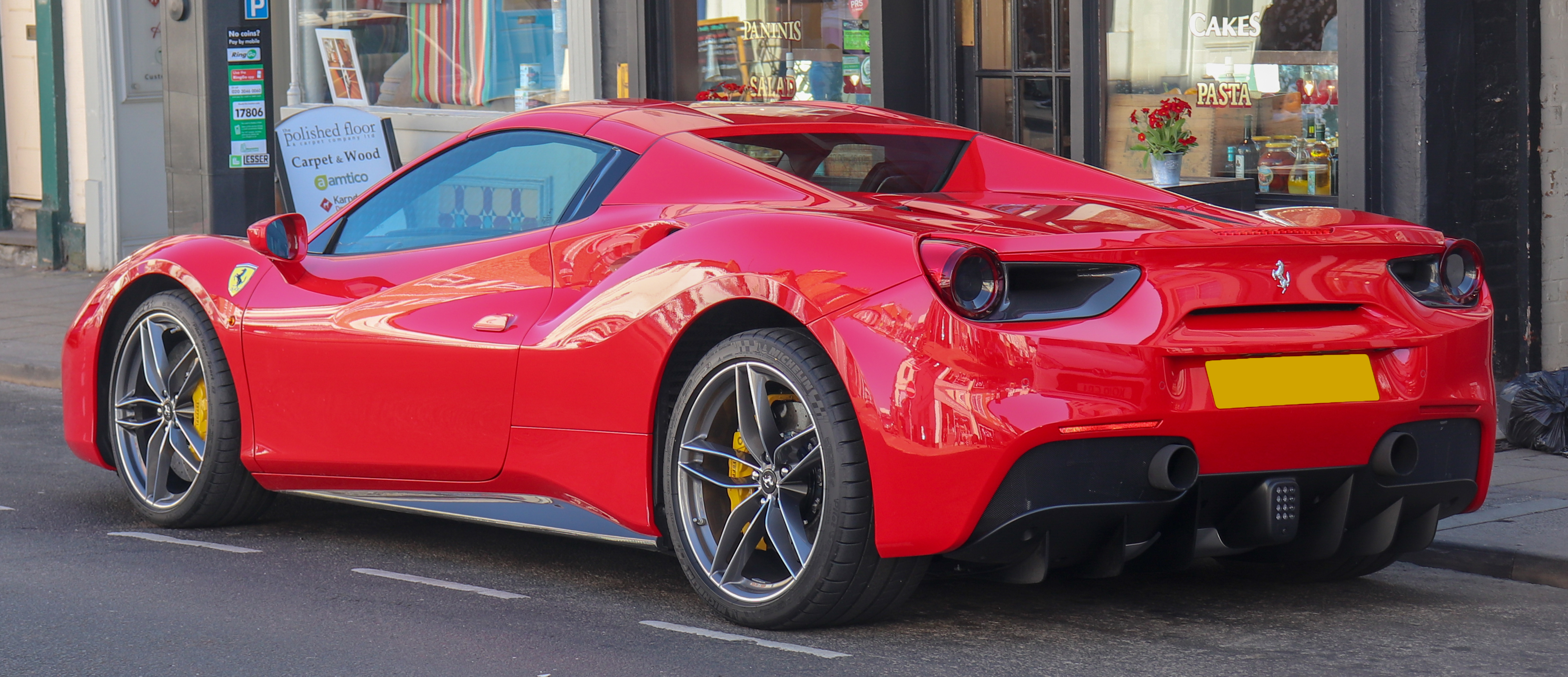
Ferrari 488 GTB - tył

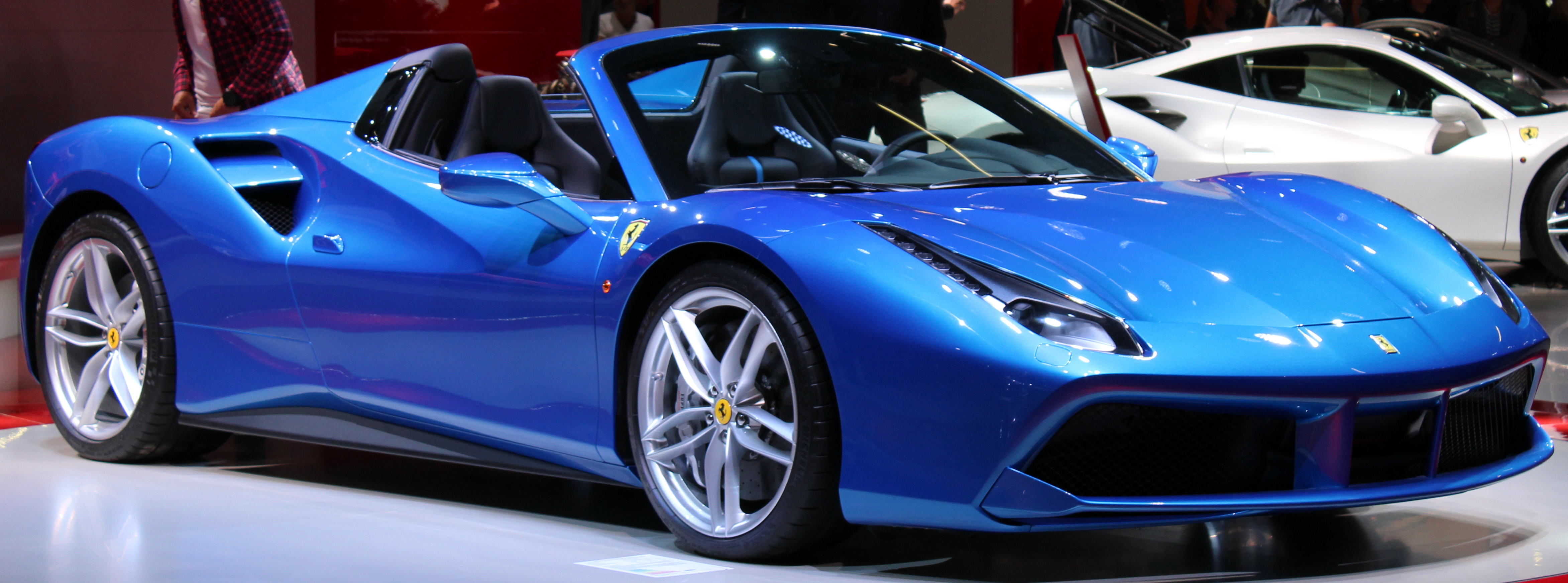
Ferrari 488 Spider

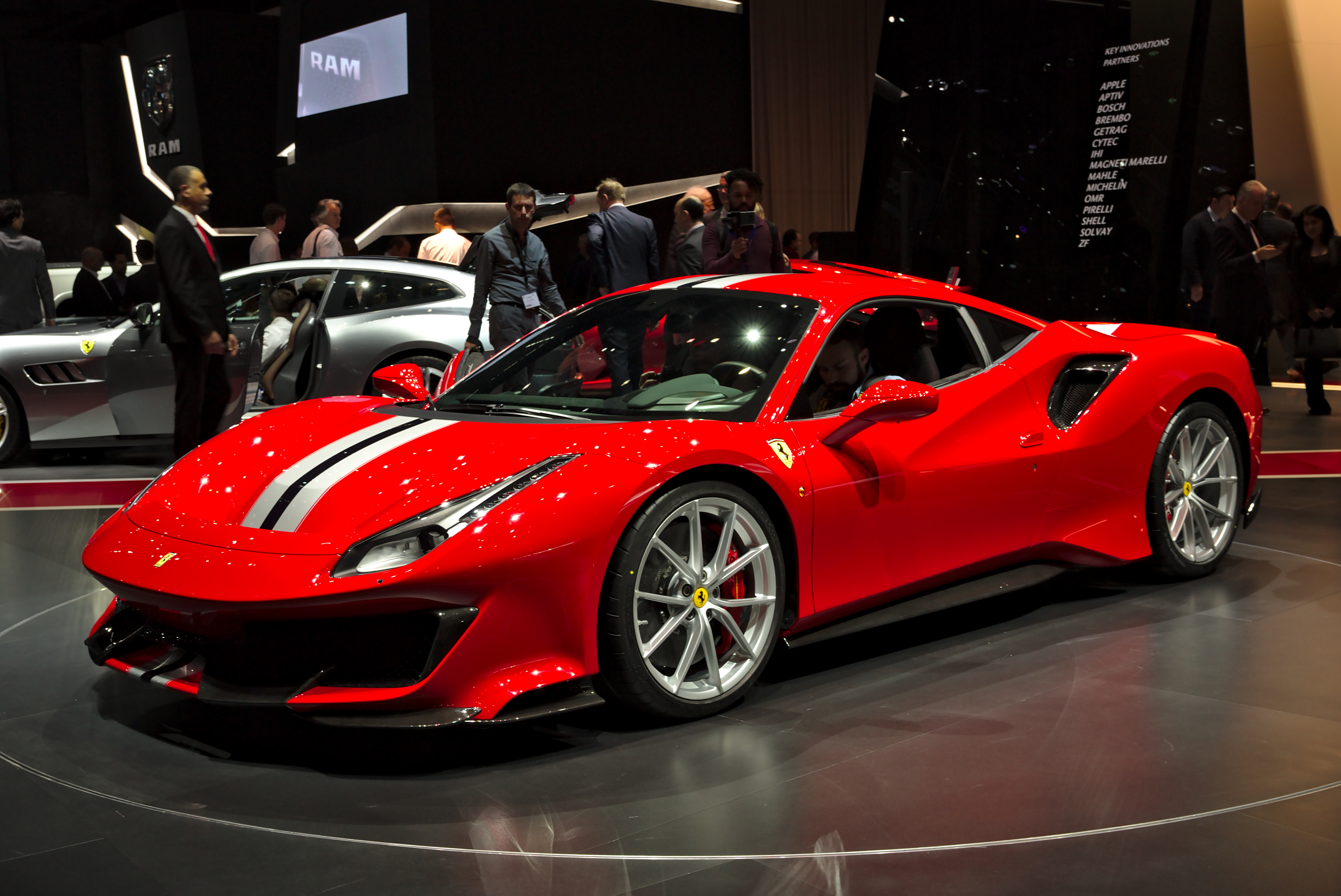
Ferrari 488 Pista

Samochód zaprezentowany podczas Geneva Motor Show w 2015 roku. Model ten jest następcą Ferrari 458 Italia. Nazwa odnosi się do pojemności każdego z cylindrów - 488 cm³ oraz do modelu Ferrari 308 GTB. Auto potrafi przyspieszyć do 100 km/h w 3 s, do 200 km/h w 8,3 s, oraz rozpędzić się do 330 km/h.
Podstawowa cena modelu to 255 000 euro.
Silnik 488 (Ferrari F154) to czterosuwowa jednostka V8 o kącie rozwarcia 90°. Jej pojemność to 3902cm³, a moc to 493 kW (670 KM) przy 8000 obr./min oraz 760 Nm przy 3000 obr./min. Jednostka ta produkuje 171 KM oraz 195 Nm z litra pojemności, co jest rekordem dla silników Ferrari. Średnie spalanie to 11,4 l/100km. Jedyną dostępną skrzynią biegów dla modelu 488 jest półautomatyczna, dwusprzęgłowa, 7-biegowa jednostka oparta na technologiach F1, wyprodukowana przez firmę Getrag.
W 488 wykorzystano ulepszone węglowo-ceramiczne tarcze z Ferrari LaFerrari. Pozwalają one szybciej osiągnąć optymalną temperaturę pracy. Średnica tarcz to 398 mm z przodu oraz 360 mm z tyłu. Zostały one wyprodukowane przez firmę Brembo.

### Wyposażenie
Podstawowe wyposażenie pojazdu obejmuje:
- 20" felgi
- Systemy ABS, ASR, CST oraz F1 Trac
- Bi-ksenonowe reflektory ze światłami dziennymi LED
- Pokrowiec na samochód
- Hamulce karbonowo- ceramiczne
- Poduszka powietrzna w bocznych drzwiach
- Poduszka powietrzna kierowcy i dla pasażera
- Zestaw naprawczy do opon
- Elektroniczny dyferencjał
- System multimedialny z bluetooth
- Dwustrefowa klimatyzacja
- System monitorowania ciśnienia i temperatury opon

Wyposażenie dodatkowe to:
- 25 kolorów nadwozia
- 2 rodzaje felg (w 6 kolorach)
- 9 kolorów zacisków
- Liczne elementy z włókna węglowego (min. przedni splitter, tylny dyfuzor, pokrywa silnika, pokrycie kierownicy)
- Kamery i sensory parkowania
- 15 kolorów wykończenia wnętrza
- 5 rodzajów foteli
- Elektryczne fotele
- Regulowane zawieszenie

### Dane techniczne
| Ferrari                          | 488 GTB                                                                       |
| -------------------------------- | ----------------------------------------------------------------------------- |
| Lata produkcji                   | od 2015.                                                                      |
| Silnik                           | V8 8-cylindrowy, 32 zaworowy (Czterosuwowy)                                   |
| Pojemność skok ³                 | 3902 cm³                                                                      |
| Napęd                            | tylny                                                                         |
| Moc przy 1/min                   | 493kW (670 KM) @ 8000 obr./min                                                |
| Max. Moment obr. (Nm) przy 1/min | (760 Nm) @ 3000 obr./min                                                      |
| Sprężanie:                       | 9,4:1                                                                         |
| Układ zaworów                    | DOHC, łańcuch, 4 zawory na cylinder, po dwa wałki rozrządu w każdej z głowic. |
| Skrzynia biegów                  | 7-biegowa z podwójnym sprzęgłem F1.                                           |
| Rozstaw osi                      | 2650 mm                                                                       |
| Wymiary D x S x W                | 4568 x 1952 x 1213 mm                                                         |
| Masa własna                      | 1420 kg                                                                       |
| Rozmiar kół / ogumienie          | Przód: 245/35 ZR20 J9.0 Tył: 305/30 ZR 20 J11.0                               |
| Rozmiar tarcz hamulcowych        | Przód: Ø 398 mm / Tył: Ø 360 mm                                               |
| 0-100 km/h                       | 3 s                                                                           |
| Prędkość maksymalna              | 330 km/h                                                                      |
| Hamowanie 100-0 km/h             | 31,4 m                                                                        |